# М1М (мотоцикл)
М1М — лёгкий дорожный одноместный мотоцикл из семейства мотоциклов «Минск» производства Минского мотоциклетно-велосипедного завода (БССР, г. Минск, современное название — ОАО «Мотовело»). Выпускался с 1956 по 1961 год. Предшественник — модель М1А, преемник — «Минск» М103.

## Устройство
Мотоцикл М1М является дальнейшим развитием мотоциклов М1А (копии мотоцикла DKW RT 125) Минского мотоциклетно-велосипедного завода.

### Двигатель
Одноцилиндровый двигатель с воздушным охлаждением с двухканальной возвратной продувкой. Двигатель имеет чугунный цилиндр с головкой из алюминиевого сплава, генератор переменного тока Г-401, карбюратор с поплавком и игольчатым клапаном. Воздухоочиститель — сетчатый с пропиткой маслом. Для двигателя требуется топливо из смеси масла и бензина А-66 в соотношение 1: 25.

### Трансмиссия
Коробка передач трёхступенчатая. Механизм переключения передач — ножной. Сцепление многодисковое, в масляной ванне. Привод на заднее колесо — открытой цепью.

### Ходовая часть
Рама трубчатая, закрытого типа. Передняя вилка рычажная толкающего типа с фрикционными амортизаторами, задняя подвеска маятникового типа с фрикционными амортизаторами.